# Корнев, Сергей Николаевич
Серге́й Никола́евич Ко́рнев (20 июля 1978, Новошахтинск) — российский боец смешанного стиля, выступавший в полутяжёлой весовой категории в период 2007—2012. Чемпион России по вольной борьбе, чемпион мира по панкратиону WUFC, чемпион M-1 Challenge.

## Биография
Сергей Корнев родился 20 июля 1978 года в городе Новошахтинске, Ростовская область. В возрасте тринадцати лет начал заниматься вольной борьбой, проходил подготовку в новошахтинской детско-юношеской спортивной школе №1 у тренеров Элифтера Кофекиди и Геннадия Каноныкина. В 1999 году стал в этой дисциплине чемпионом России, выполнив тем самым норматив мастера спорта. Одновременно с этим пробовал себя в классической греко-римской борьбе, тренировался у Николая Головина, выиграл чемпионат Новочеркасска, дойдя в этом виде спорта до звания кандидата в мастера спорта.
В конце 2007 года дебютировал в смешанных единоборствах, одержав семь побед подряд (в том числе шесть досрочно). На чемпионате мира 2008 года по панкратиону WUFC в Португалии победил всех соперников и завоевал главный трофей, чемпионский пояс. В 2009 году в составе ростовского бойцовского клуба «Легион» участвовал в командном первенстве M-1 Challenge, победив троих из четырёх вышедших против него соперников (проиграл немцу Грегору Хербу, который удачно провёл рычаг локтя). В рамках турнира M-1 Selection 2011 Europe избил крепкого испанского бойца Антонио Гонсалеса, после чего последовало второе в его карьере поражение — спорным решением судей от Салима Давыдова.
На турнире Legionfight 11 в 2012 году Корнев всего за 38 секунд нокаутировал болгарина Станислава Дракова, благодаря этой победе получил возможность побороться за вакантный титул чемпиона М-1 в полутяжёлой весовой категории. Чемпионский бой против поляка Марцина Зонтика получился очень тяжёлым и продлился все пять раундов, Корнев в результате этого боя лишился нескольких зубов, получил перелом носа, но всё же сумел выиграть раздельным решением. Став чемпионом, через полгода Сергей Корнев объявил о завершении карьеры профессионального спортсмена.
Ныне с семьёй проживает в Ростове-на-Дону, у него есть жена Татьяна и двое детей: сын Андрей и дочь Диана (сын занимается вольной борьбой в детско-юношеской школе олимпийского резерва). Имеет высшее образование, в 2002 году окончил Новочеркасскую государственную мелиоративную академию.

## Статистика ММА (11-2)
| № Боя | Результат (рекорд) | Соперник         | Способ                            | Турнир (место проведения)                                    | Дата             | Раунд (время) |
| ----- | ------------------ | ---------------- | --------------------------------- | ------------------------------------------------------------ | ---------------- | ------------- |
| 13    | Победа 11-2        | Марцин Зонтек    | Решение судей (раздельное)        | M-1 Challenge 34 — Емельяненко против Глухова Москва, Россия | 30 сентября 2012 | 5 (5:00)      |
| 12    | Победа 10-2        | Станислав Драков | Нокаут                            | LF — Legion Fight 11 Ростов-на-Дону, Россия                  | 25 мая 2012      | 1 (0:38)      |
| 11    | Поражение 9-2      | Салим Давыдов    | Решение судей (единогласное)      | M-1 Global — Фёдор против Монсона Москва, Россия             | 20 ноября 2011   | 3 (5:00)      |
| 10    | Победа 9-1         | Антонио Гонсалес | Сдача (удары)                     | M-1 Selection 2011 — European Tournament Махачкала, Россия   | 1 апреля 2011    | 1 (2:41)      |
| 9     | Победа 8-1         | Ахмед Байрак     | Сдавливание шеи                   | M-1 Challenge 18 — Netherlands Day Two Хилверсюм, Нидерланды | 16 августа 2009  | 2 (1:04)      |
| 8     | Поражение 7-1      | Грегор Херб      | Рычаг локтя                       | M-1 Challenge 15 — Brazil Сан-Паулу, Бразилия                | 9 мая 2009       | 1 (4:32)      |
| 7     | Победа 7-0         | Натан Шоутерен   | Нокаут                            | M-1 Challenge 13 — Bulgaria Бургас, Болгария                 | 28 марта 2009    | 1 (0:12)      |
| 6     | Победа 6-0         | Росен Димитров   | Технический нокаут (удары руками) | M-1 Challenge 7 — UK Ноттингем, Англия                       | 27 сентября 2008 | 1 (2:59)      |
| 5     | Победа 5-0         | Рафаэл Силва     | Дисквалификация                   | WUFC — Trofeu Feira 14 Визеу, Португалия                     | 22 августа 2008  | 1 (4:29)      |
| 4     | Победа 4-0         | Дамиэн Берто     | Удушение сбоку                    | WUFC — Trofeu Feira 14 Визеу, Португалия                     | 22 августа 2008  | 1 (0:37)      |
| 3     | Победа 3-0         | Ишхан Закарян    | Решение судей                     | WUFC — Trofeu Feira 14 Визеу, Португалия                     | 22 августа 2008  | 2 (0:00)      |
| 2     | Победа 2-0         | Олег Кутепов     | Удушение сзади                    | LF — Legion Fight 2 Краснодар, Россия                        | 23 февраля 2008  | 1 (2:20)      |
| 1     | Победа 1-0         | Ишхан Закарян    | Технический нокаут (удары руками) | LF — Legion Fight 1 Ростов-на-Дону, Россия                   | 20 октября 2007  | 2 (0:00)      |